# 7830 Акіхікотаґо
7830 Акіхікотаґо (1993 DC1, 1986 KK, 1989 EQ6, 1997 JF15, 7830 Akihikotago) — астероїд головного поясу, відкритий 24 лютого 1993 року.
Тіссеранів параметр щодо Юпітера — 3,515.